# Isaiah Jewett
Isaiah Champion Jewett (Inglewood, 6 februari 1997) is een Amerikaanse middellangeafstandsloper, die is gespecialiseerd in de 800 m. Hij nam in 2021 eenmaal deel aan de Olympische Spelen van Tokio, en behaalde hierbij geen medaille. Hij kwam tot de halve finale, waarin hij zevende werd.

## Biografie
In 2021 nam Jewett deel aan de uitgestelde Olympische Spelen van 2020 in Tokio. In de halve finale kon Jewett zich niet kwalificeren voor de finale van de 800 meter.

## Persoonlijke records
Outdoor
| Onderdeel | Prestatie | Datum         | Plaats      |
| --------- | --------- | ------------- | ----------- |
| 200 m     | 21,23 s   | 29 juni 2019  | Long Beach  |
| 400 m     | 45,96 s   | 20 maart 2021 | Los Angeles |
| 800 m     | 1.43,85   | 21 juni 2021  | Eugene      |
| 1500 m    | 3.54,97   | 16 april 2022 | Long Beach  |

Indoor
| Onderdeel | Prestatie | Datum           | Plaats      |
| --------- | --------- | --------------- | ----------- |
| 400 m     | 46,19 s   | 25 januari 2020 | Albuquerque |
| 600 m     | 1.15,95   | 18 januari 2019 | Albuquerque |
| 800 m     | 1.46,91   | 26 januari 2019 | Lubbock     |

## Prestaties

### 800 m
- 2021: 7e in halve finale OS - 2.38,12